# Менестіря-Кашин (комуна)
Менестіря-Кашин (рум. Mănăstirea Cașin) — комуна у повіті Бакеу в Румунії. До складу комуни входять такі села (дані про населення за 2002 рік):
- Лупешть (780 осіб)
- Менестіря-Кашин (3957 осіб)
- Пирвулешть (755 осіб)
- Скутару (80 осіб)

Комуна розташована на відстані 195 км на північ від Бухареста, 50 км на південь від Бакеу, 131 км на південний захід від Ясс, 131 км на північний захід від Галаца, 99 км на північний схід від Брашова.

## Населення
За даними перепису населення 2002 року у комуні проживали 5572 особи.
Національний склад населення комуни:
| Національність | Кількість осіб | Відсоток |
| -------------- | -------------- | -------- |
| румуни         | 5559           | 99,8%    |
| угорці         | 7              | 0,1%     |
| цигани         | 5              | 0,1%     |
| китайці        | 1              | < 0,1%   |

Рідною мовою назвали:
| Мова      | Кількість осіб | Відсоток |
| --------- | -------------- | -------- |
| румунську | 5561           | 99,8%    |
| угорську  | 5              | 0,1%     |
| циганську | 5              | 0,1%     |
| китайську | 1              | < 0,1%   |

Склад населення комуни за віросповіданням:
| Релігія                             | Кількість осіб | Відсоток |
| ----------------------------------- | -------------- | -------- |
| православні                         | 5362           | 96,2%    |
| п'ятдесятники                       | 28             | 0,5%     |
| римо-католики                       | 22             | 0,4%     |
| адвентисти                          | 7              | 0,1%     |
| старообрядці                        | 7              | 0,1%     |
| греко-католики                      | 3              | 0,1%     |
| лютерани (Аугсбурзького сповідання) | 1              | < 0,1%   |